# Донельсон, Джон
Джон Донельсон (англ. John Donelson; 17 марта 1718 — 17 ноября 1785) — американский пограничник, политик, градостроитель и исследователь. Отец Рэйчел Донельсон Джексон и тесть 7-го президента США Эндрю Джексона. Среди его внуков и внучек была неофициальная Первая леди США с 1829 по 1836 год Эмили Донельсон.

## Биография

### Ранние годы и детство
Джон Донельсон родился 17 марта 1718 года в семье моряка и торговца Джона Донельсона и его жены Кэтрин Донельсон (урождённой Дэвис) Его дедом по отцовской линии был Патрик Донельсон (род. 1670). О происхождении Джона Донельсона ничего неизвестно. Никакой информации о учёбе Джона Донельсона нет.

## Карьера
Джон Донельсон служил в Доме горожан Виргинии. Примерно с 1770 по 1779 год он управлял Вашингтонской железной печью в Роки-Маунт, округ Франклин, Виргиния . 
Затем он переехал в поселения Ватауга на реках Холстон и Ватауга в округе Вашингтон, Северная Каролина. Они вступили в конфликт с индейцами Оверхилл Чероки на дальней стороне Аппалачей. Из-за вооруженного конфликта и наводнения в своем поселении Донельсон временно перевез свою семью в более безопасные районы Кентукки.
Вместе с Джеймсом Робертсоном, который путешествовал по суше, Донельсон и большое количество пионеров путешествовали по Теннесси и другим рекам на расстояние более 1000 миль до Среднего Теннесси, где в 1780 году они основали форт Нэшборо из Нэшвилла, штат Теннесси. Коллекция его дневников хранится в Кливленд-холле в Нэшвилле.

## Смерть
Джон Донельсон был застрелен в 1785 году неизвестным человеком на берегу реки Баррен-Ривер. Он направлялся на станцию Манскер после командировки.
Донельсон, штат Теннесси назван в честь него.

## Семейное политическое наследие
Несколько потомков Джона и Рэйчел были избраны на политические должности. Их правнук, Донельсон Кэффери II (1835—1906), был один срок сенатором штата Луизиана и два срока сенатором США от Луизианы. Он был избран на эту должность законодательным собранием штата, как это было принято в то время. В 1896 году он был первым кандидатом на пост президента «Демократической национальной партии», но отклонил эту кандидатуру. В 1900 году он был номинирован на пост главы президентского списка «Национальной партии», но также отклонил эту кандидатуру. 
Прапраправнук Донельсонов, адвокат Патрик Томсон Кэффери (1932—2013), служил один срок в качестве представителя штата Луизиана (1964—1968) и два срока в качестве представителя Соединенных Штатов от 3-го избирательного округа Луизианы (1969—1969—1969—1973). Он ушел из Конгресса, чтобы возобновить юридическую практику.

## Личная жизнь
В 1744 году Джон Донельсон женился на Рэйчел Стокли (1730—1801). В браке Джон Донельсон и Рэйчел Донельсон имели одиннадцать детей:
- Александр Донельсон (1749—1785)
- Мэри Донельсон Кэффери (род. 1751) — Жена капитана Джона Кэффери (1756—1811). Родители Джейн Кэффери, жены художника Ральфа Элизера Уайтсайда Эрла, и Донельсона Кэффери (1786—1835), отца сенатора Донельсона Кэффери (1835—1906).
- Кэтрин Донельсон Хатчингс (1752—1835) — замужем за Томасом Хатчингсом (1745—1804).
- Стокли Донельсон (1753—1804)
- Джейн Донельсон Хейс (1754—1834) — замужем за Робертом Хейсом (1758—1819).
- Джон Донельсон (1755—1830) — был женат на Мэри Пёрнелл (1763—1848), имел 13 детей, среди которых была неофициальная первая леди США Эмили Донельсон (1807—1836), первая жена Эндрю Джексона Донельсона. Дед генерала CS Джона Донельсона Мартина (1830—1862).
- Уильям Донельсон (1756—1820)
- Левен Донельсон (род. 1765)
- Рэйчел Донельсон Джексон (1767—1828) — супруга 7-го президента США Эндрю Джексона (1767—1845), в первом браке была замужем за ветераном Войны за независимость США, пионером Кентукки и капитаном Льюисом Робардсом (1758—1814) до замужества с Эндрю Джексоном.
- Сэмюэл Донельсон (1770—1804) — отец Эндрю Джексона Донельсона (1799—1871) и генерала CS Дэниела Смита Донельсона (1801—1863).
- Северн Донельсон (1773—1818)